# Raków (Białoruś)
Raków (biał. Ракаў, Rakau) – agromiasteczko na Białorusi, w obwodzie mińskim, w rejonie wołożyńskim, 36 km na zachód od Mińska.
Siedziba prawosławnego dekanatu rakowskiego i wchodzącej w jego skład parafii pw. Przemienienia Pańskiego, a także parafii rzymskokatolickiej pw. Najświętszej Maryi Panny Różańcowej i św. Dominika.

## Historia
W końcu XVIII wieku było to miasto magnackie w województwie mińskim. W okresie międzywojennym Raków był miasteczkiem granicznym na wschodniej rubieży II Rzeczypospolitej, wchodzącym w skład województwa wileńskiego; miejscowość była siedzibą wiejskiej gminy Raków. 
W latach 1921–1945 miasteczko i folwark leżały w Polsce, w województwie wileńskim, w powiecie stołpeckim, a od 1927 w powiecie mołodeckim, w gminie Raków.
Według Powszechnego Spisu Ludności z 1921 roku zamieszkiwały: 
- miasteczko – 3323 osoby, 1605 było wyznania rzymskokatolickiego, 297 prawosławnego a 1421 mojżeszowego. Jednocześnie 2114 mieszkańców zadeklarowało polską, 140 białoruską, 1057 żydowską, 9 rosyjską, 2 litewską a 1 mołdawską przynależność narodową. Były tu 552 budynki mieszkalne[6]. W 1931 w 607 domach zamieszkiwało 3538 osób[7].
- folwark – w 1931 w 4 domach zamieszkiwało 28 osób[7].

Wierni należeli do miejscowej parafii rzymskokatolickiej i prawosławnej. Mieścił się tu Sąd Grodzki i urząd pocztowy, który obsługiwał znaczną część gminy Raków.
Podczas okupacji hitlerowskiej, w październiku 1941 roku Niemcy utworzyli getto dla żydowskich mieszkańców. Przebywało w nim około 2000 osób. 4 lutego 1942 roku Niemcy zlikwidowali getto, a Żydów zamordowano w miejscowej synagodze. Sprawcami zbrodni byli niemieccy i litewscy policjanci. 
Po II wojnie światowej włączony do Białoruskiej Socjalistycznej Republiki Radzieckiej.
W latach 1907–1909 w miejscowości działało koło prowincjonalne Polskiego Towarzystwa „Oświata” w Mińsku, które zajmowało się wspieraniem polskiej edukacji.
W Rakowie urodzili się:
- Waldemar Bohdanowicz – polski geograf, polityk, były prezydent Łodzi i wojewoda łódzki, senator II kadencji, dziennikarz i działacz organizacji katolickich
- Kazimierz Zdziechowski – polski ziemianin, prozaik, publicysta, krytyk literacki i nowelista
- Marian Zdziechowski – polski historyk idei i literatury, filolog, filozof, krytyk literacki i publicysta, rektor Uniwersytetu Stefana Batorego w Wilnie.

## Zabytki
- cerkiew Przemienienia Pańskiego, 1730–1793
- kościół cmentarny Św. Anny, 1830
- kościół NMP, 1906
- kirkut, XVIII– XX wiek
- cmentarz prawosławny, XIX wiek
- muzeum-galeria „Januszkiewicze”
- grodzisko koło kościoła

W miasteczku istniały ponadto klasztory bonifratrów i dominikanów, a w pobliskich Nowosiółkach (w okresie międzywojennym już po radzieckiej stronie granicy) znajdował się dwór rodziny Zdziechowskich, w którym urodzili się m.in. Marian Zdziechowski i Kazimierz Zdziechowski. 
Raków był miejscem akcji książek polskiego pisarza Sergiusza Piaseckiego: Kochanek Wielkiej Niedźwiedzicy, Piąty etap i Bogom nocy równi.

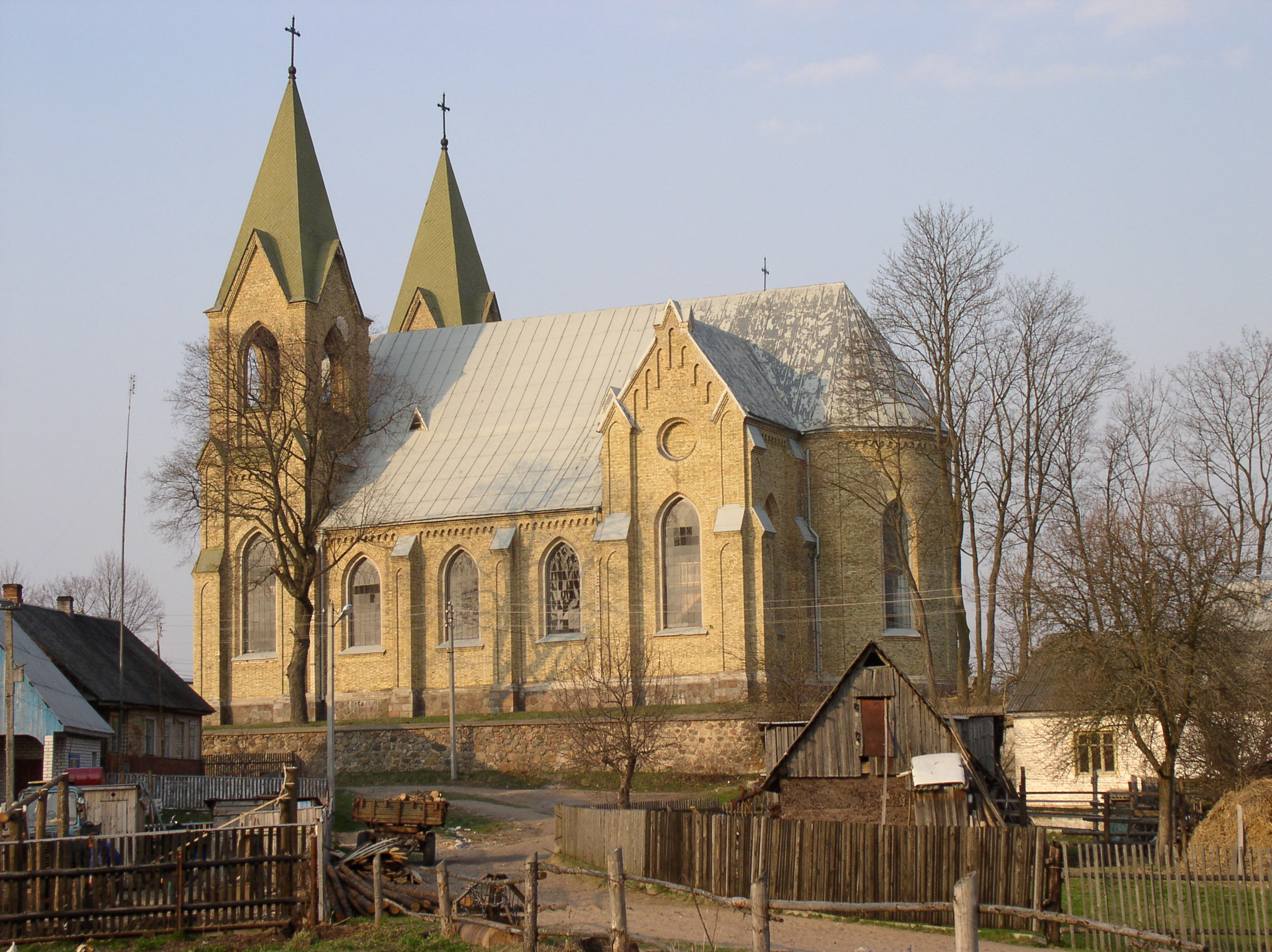
Kościół NMP
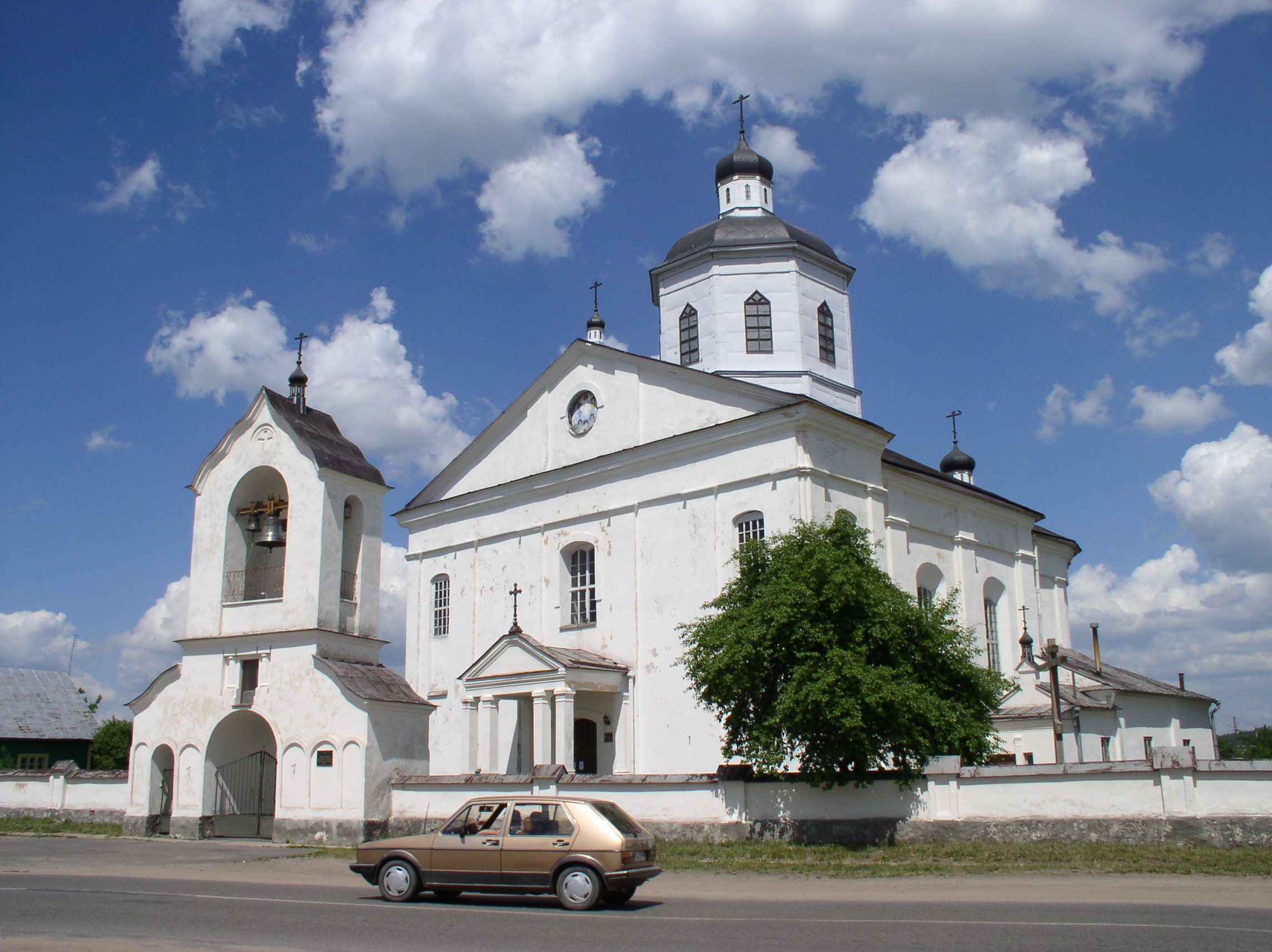
Cerkiew Przemienienia Pańskiego
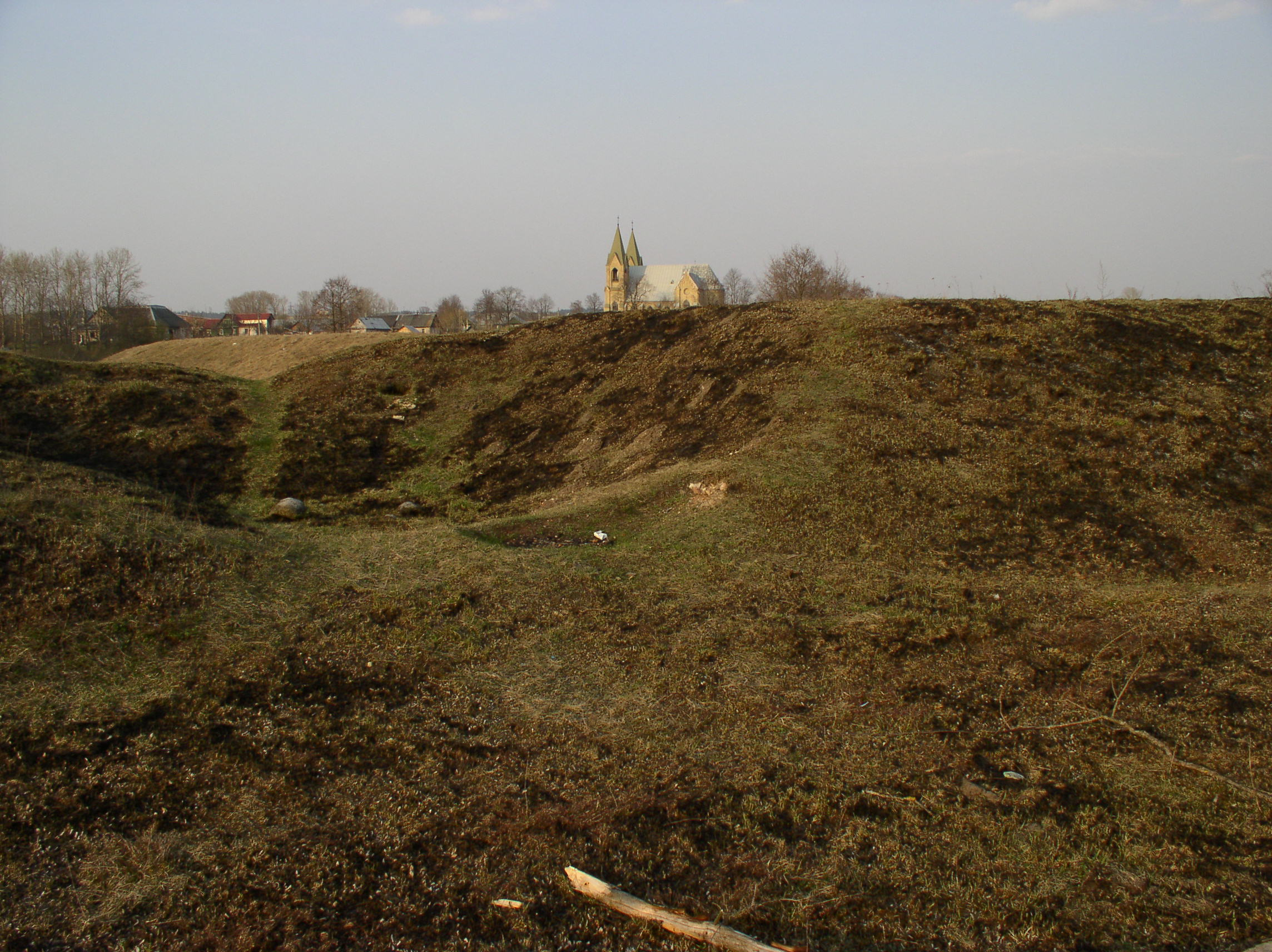
Grodzisko